# 斯塔雷村 (斯特雷區)
49°13′24″N 24°21′34″E / 49.22333°N 24.35944°E

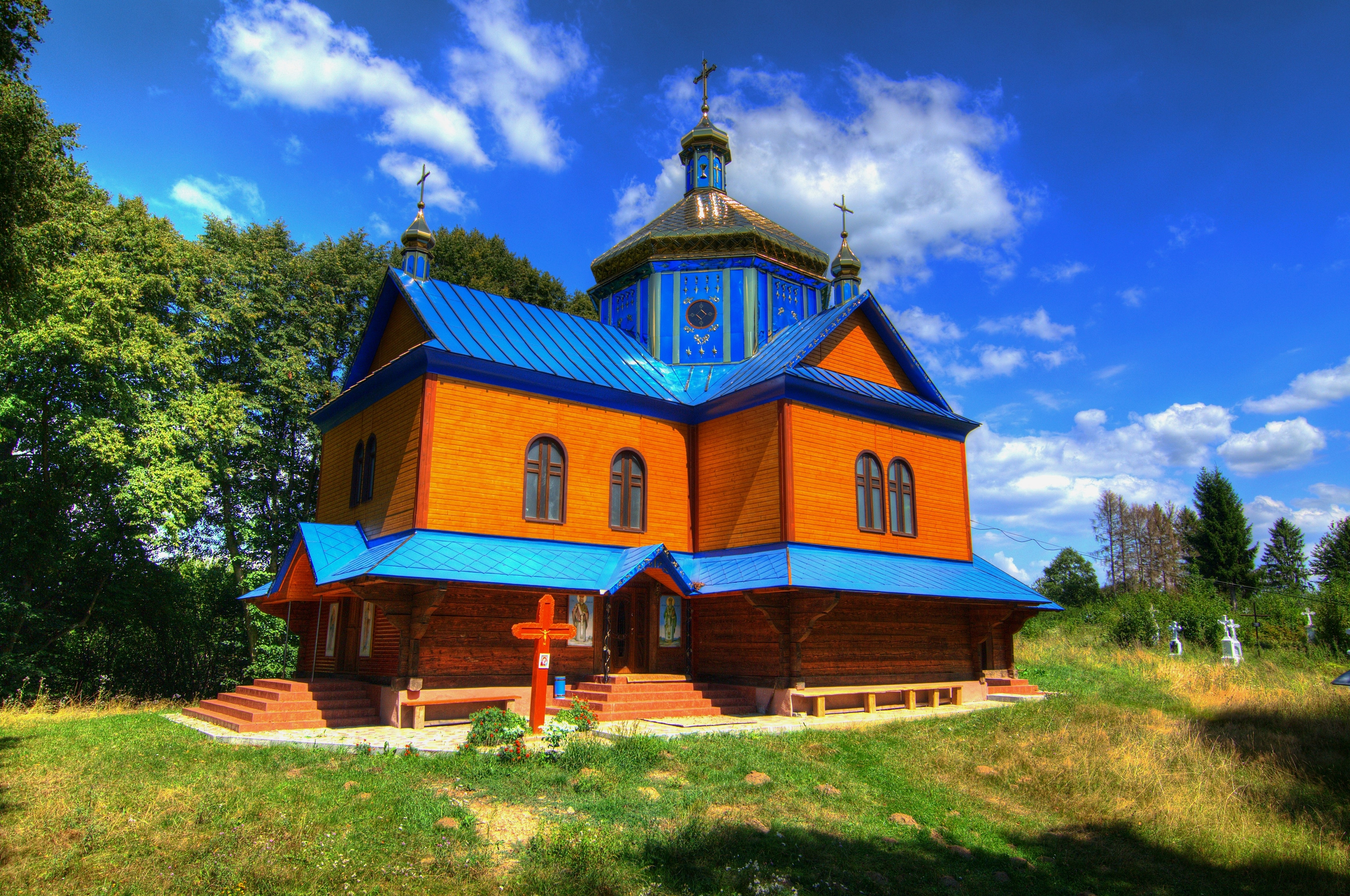
教堂

斯塔雷村（直译：老村），是烏克蘭的村落，位於該國西部利沃夫州，由斯特雷區茹拉夫諾市鎮負責管轄，處於德涅斯特河畔，面積1.7平方公里，海拔高度237米，2001年人口657。